# Гомелько Артем Вікторович
Артем Вікторович Гомелько (біл. Арцём Віктаравіч Гамялько; нар. 8 грудня 1989, Жодино, Мінська область, Білоруська РСР, СРСР) — білоруський футболіст, воротар.

## Клубна кар'єра
Вихованець СДЮШОР БелАЗ. Перший тренер - Михайло Дем'янович Русак. У 2005-2007 роках грав за жодинське «Торпедо». У грудні 2007 року, після того, як воротареві виповнилося 18 років, набув чинності його 5-річний контракт із московським «Локомотивом». Воротар добре проявив себе на зборі у столичному клубі та справив сприятливе враження на керівництво залізничників, отримав позитивні відгуки тодішніх президента «Локомотива» Юрія Сьоміна та тренера воротарів Сергія Овчинникова. 22 червня 2011 року дебютував у складі команди у матчі проти ЦСКА (1:3). Сезон 2010 року провів на правах оренди в новополацькому «Нафтані», був основним воротарем новополоцького клубу. По закінченні сезону 2010 повернувся в «Локомотив». У другій половині 2011 року грав на правах оренди в жодинському «Торпедо-БелАЗ». 11 вересня 2011 року в домашньому матчі проти могильовського «Дніпра» невдало взяв м'яч, який суперники повернули за принципом «чесної гри» і відправили у власні ворота (підсумковий рахунок 1:1).
Сезон 2012 року провів у молодіжному складі «Локомотива». У лютому 2013 року вільним агентом підписав контракт із клубом «Граніт». У сезоні 2013 року боровся за місце основного воротаря з Родіоном Сямуком, а в сезоні 2014 року став основним воротарем мікашевицького клубу й допоміг їй виграти Першу лігу. У лютому 2015 року продовжив контракт з «Гранітом». З командою готувався до сезону 2015 року, але в березні 2015 року його контракт з мікашевицьким клубом розірвали (у гравця виникли проблемами зі здоров’ям).
У грудні 2015 року перебрався до «Городеї», але через місяць розірвав контракт і вирушив до «Слоніма», який виступав у Першій лізі. 2 липня 2016 року відзначився голом у воротах «Смолевичі-СТІ», після підключення на подачу з кутового. 
У 2017 році перейшов до «Смолевичів-СТІ».
У лютому 2017 року стало відомо, що Гомелько увійшов до тренерського штабу клубу «Смолевичів» як тренер воротарів. При цьому у сезоні 2017 років двічі виходив як польовий гравець.
У червні 2019 року знову виходив на поле за «Смолевичів», ставши гравцем основного складу. Грав і в сезоні 2020 року, коли клуб повернувся до Вищої ліги.
У вересні 2020 року перейшов до вірменського клубу «Лорі». Як основний воротар грав за команду до квітня 2021 року, після чого «Лорі» знявся з чемпіонату Вірменії.
У червні 2021 року повернувся до Білорусі, де підписав контракт зі «Слуцьком».

## Кар'єра в збірній
З 2006 року виступав за юнацьку збірну Білорусі, в складі якого став переможцем меморіалу Гранаткіна 2007 року. Був заявлений за молодіжну збірну Білорусі на чемпіонатах Європи 2009 у Швеції та 2011 у Данії (бронзовий призер), проте жодного разу не виходив на поле. Виступав за олімпійську збірну Білорусі у товариських матчах, але в підсумку не потрапив на Олімпіаду 2012 року в Лондоні.
29 березня 2011 року викликався до національної збірної Білорусі на товариський матч, який відбувся на стадіоні Ататюрка в Анталії проти Канади, але не зіграв у ньому жодної хвилини.

## Досягнення
- Перша ліга Білорусі
  -  Бронзовий призер (1): 2014

молодіжна збірна Білорусі
- Молодіжний чемпіонат Європи
  -  Бронзовий призер (1): 2011